# Гриньков, Игорь Николаевич
Игорь Николаевич Гриньков (род. 7 ноября 1951 года, Элиста, Калмыцкая АССР, РСФСР, СССР) — российский писатель, врач, прозаик, член Союза писателей Калмыкии. Отличник здравоохранения РСФСР.

## Биография
Родился 7 ноября 1951 года в Элисте. Окончил Астраханский медицинский институт имени А. Луначарского. В 2008 году был принят в члены Союза писателей России. В настоящее время проживает в Элисте и работает заместителем начальника по экспертной службе ГУ «Российского бюро судебно-медицинской экспертизы».

## Творчество
В своей литературной деятельности описывает свой профессиональный опыт судебного медика. В 2005 году выпустил в Элисте первую книгу «Очерки судебного медика (опыты эксгумации)». В 2006 году издал «Хроники судебного медика-2». В 2006—2007 году на страницах литературного журнала «Теегин герл» публиковались повесть «Белый пиджак, или Назидательная история о пагубном влиянии чрезмерного винопития»" и рассказ «Люди из тени», который вошёл в заключительный том № 6 антологии «Современная литература народов России» (изд. Пик, Москва).
В 2009 году вышла книга «Периферия, или провинциальный русско-калмыцкий роман». В дальнейшем написал повести «Криминальная история» и «Ногала».
В настоящее время регулярно печатается в калмыцком литературном журнале «Теегин герл».